# جابیرو، قلمرو شمالی
جابیرو (به انگلیسی: Jabiru) یک شهرک در استرالیا است که در قلمرو شمالی (استرالیا) واقع شده‌است.